# Divinópolis de Goiás
Divinópolis de Goiás est une municipalité brésilienne de l'État de Goiás et la microrégion du Vão do Paranã.